# Eridachtha kasyella
Eridachtha kasyella is een vlinder uit de familie van de Lecithoceridae. De wetenschappelijke naam van de soort is voor het eerst geldig gepubliceerd in 1978 door Gozmany.